# 渡部藤男
渡部藤男（日语：／ Watanabe Fujio，1939年—），福岛县出身，日本男子乒乓球运动员。他曾代表日本参加1964年夏季残疾人奥林匹克运动会乒乓球比赛，获得男子双人C级金牌。